# Каха Каладзе
Кахабе́р (Каха) Кала́дзе (груз. კახაბერ (კახა) კალაძე, нар. 27 лютого 1978, Самтредія) — грузинський політик та колишній футболіст, універсальний захисник італійського клубу «Мілан» і національної збірної Грузії. Мер Тбілісі з 13 листопада 2017. Упродовж 15 років виступав у складі збірної Грузії.
Єдиний грузинський футболіст, якому вдалося виграти Лігу чемпіонів УЄФА, причому двічі.

## Клубна кар'єра
У сезоні 1993—1994 Каладзе дебютував у тбіліському «Динамо». Упевнена гра дозволила йому впродовж чотирьох сезонів залишатися основним захисником столичного клубу.
На початку 1998 року Каладзе перебрався до Києва, у команду Лобановського. За трансфер гравця заплатили всього 280 тисяч доларів. За 2,5 роки в «Динамо» Каладзе зіграв у 63 матчах, перш ніж переїхав до італійського «Мілана», який заплатив за захисника 16 млн євро.
У «Мілані» він часто грав на різних позиціях. До сьогодення у складі «россонері» Каха виграв дві Ліги чемпіонів, став чемпіоном Італії, а також володарем кубка, суперкубка країни, суперкубка Європи і чемпіоном світу серед клубних команд.
31 серпня 2010 року, після 10-річної гри за «Мілан», підписав контракт з «Дженоа» на 2 роки.
13 травня 2012 року оголосив про завершення спортивної кар'єри..

## У збірній Грузії
Дебютний поєдинок у збірній Грузії Каладзе провів у березні 1996 року проти Кіпру. Каладзе допомагав головній команді країни у відбіркових кампаніях світової першості 1998 і 2002 років, а також в кваліфікаціях до чемпіонатів Європи 2000 і 2004 років. Після того, як викрали рідного брата футболіста, Каладзе загрожував піти із збірної, але зрештою змінив своє рішення. У 2001 і 2002 роках Каладзе визнавався найкращим футболістом Грузії. У лютому 2009 року Каладзе отримав серйозну травму, лікування якої тривало 5 місяців.
2009 року в матчі Грузія-Італія забив 2 голи у свої ворота, що дозволило виграти Італії з рахунком 2:0.
11 грудня 2011 року оголосив, що завершив кар'єру в складі національної збірної.

## Політична кар'єра
З осені 2011 року Каладзе активно зайнявся політикою і вступив до лав опозиційного тоді руху «Грузинська мрія». У жовтні 2012 року, після перемоги «Грузинської мрії» на Парламентських виборах, обійняв посаду віцепрем'єра та міністра енергетики Грузії.
21 жовтня 2017 року Каладзе став новим мером столиці Грузії, Тбілісі. За даними екзит-полів, за нього проголосували 54 % виборців. 20 липня 2021 року керівна партія «Грузинська мрія» повідомила, що знову висуває його на посаду мера Тбілісі. У першому турі він набрав 45,3% голосів. За результатами місцевих виборів, другий тур яких відбувся 30 жовтня 2021, переобрався на посаду мера Тбілісі, здобувши 55,5 % голосів.

## Приватне життя
Батько Кахи, Карло Каладзе, був футболістом, виступав за команду «Локомотив», а згодом став керівником цього колективу. Дружина — дизайнер Анукі Арешидзе. Є два сини — Леван і Кахабер.

## Статистика виступів
| Клуб              | Сезон             | Чемпіонати | Чемпіонати | Кубки | Кубки | Єврокубки | Єврокубки | Інші Турніри | Інші Турніри | Всього | Всього |
| Клуб              | Сезон             | Матчі      | Голи       | Матчі | Голи  | Матчі     | Голи      | Матчі        | Голи         | Матчі  | Голи   |
| ----------------- | ----------------- | ---------- | ---------- | ----- | ----- | --------- | --------- | ------------ | ------------ | ------ | ------ |
| Динамо (Тбілісі)  | 1993/94           | 9          | 1          | -     | -     | -         | -         | -            | -            | 9      | 1      |
| Динамо (Тбілісі)  | 1994/95           | 23         | 0          | -     | -     | -         | -         | -            | -            | 23     | 0      |
| Динамо (Тбілісі)  | 1995/96           | 23         | 0          | -     | -     | 1         | 0         | -            | -            | 24     | 0      |
| Динамо (Тбілісі)  | 1996/97           | 12         | 0          | -     | -     | 4         | 0         | -            | -            | 16     | 0      |
| Динамо (Тбілісі)  | 1997/98           | 15         | 0          | -     | -     | 7         | 0         | -            | -            | 22     | 0      |
| Динамо (Тбілісі)  | Разом             | 82         | 1          | —     | —     | 12        | 0         | —            | —            | 94     | 1      |
| Динамо (Київ)     | 1997/98           | 13         | 2          | 6     | 1     | -         | -         | -            | -            | 19     | 3      |
| Динамо (Київ)     | 1998/99           | 25         | 3          | 2     | 0     | 12        | 1         | -            | -            | 39     | 4      |
| Динамо (Київ)     | 1999/2000         | 25         | 1          | 2     | 0     | 14        | 1         | -            | -            | 41     | 2      |
| Динамо (Київ)     | 2000/01           | 8          | 0          | -     | -     | 7         | 1         | -            | -            | 15     | 1      |
| Динамо (Київ)     | Разом             | 71         | 6          | 10    | 1     | 33        | 3         | —            | —            | 114    | 10     |
| Мілан             | 2000/01           | 17         | 3          | 1     | 0     | -         | -         | -            | -            | 18     | 3      |
| Мілан             | 2001/02           | 30         | 4          | 5     | 0     | 11        | 0         | -            | -            | 46     | 4      |
| Мілан             | 2002/03           | 27         | 0          | 4     | 1     | 15        | 0         | -            | -            | 46     | 1      |
| Мілан             | 2003/04           | 6          | 0          | 3     | 0     | 1         | 0         | 1            | 0            | 11     | 0      |
| Мілан             | 2004/05           | 19         | 2          | 2     | 0     | 5         | 0         | -            | -            | 26     | 2      |
| Мілан             | 2005/06           | 28         | 2          | 4     | 0     | 11        | 0         | -            | -            | 43     | 2      |
| Мілан             | 2006/07           | 18         | 1          | 1     | 0     | 7         | 0         | -            | -            | 26     | 1      |
| Мілан             | 2007/08           | 32         | 0          | -     | -     | 8         | 0         | 2            | 0            | 42     | 0      |
| Мілан             | 2008/09           | 11         | 0          | 1     | 0     | 4         | 0         | -            | -            | 16     | 0      |
| Мілан             | 2009/10           | 6          | 0          | 2     | 0     | 2         | 0         | -            | -            | 10     | 0      |
| Мілан             | Разом             | 194        | 12         | 23    | 1     | 64        | 0         | 3            | 0            | 284    | 13     |
| Дженоа            | 2010/11           | 26         | 1          | 2     | 0     | 0         | 0         | -            | -            | 28     | 1      |
| Дженоа            | 2011/12           | 27         | 0          | 1     | 1     | 0         | 0         | -            | -            | 28     | 1      |
| Дженоа            | Разом             | 53         | 1          | 3     | 1     | 0         | 0         | —            | —            | 56     | 2      |
| Всього за кар'єру | Всього за кар'єру | 370        | 20         | 36    | 3     | 109       | 3         | 3            | 0            | 548    | 26     |

### Статистика за збірну
| Збірна Грузії | Збірна Грузії | Збірна Грузії |
| Рік           | Матчі         | Голи          |
| ------------- | ------------- | ------------- |
| 1996          | 3             | 0             |
| 1997          | 3             | 0             |
| 1998          | 8             | 0             |
| 1999          | 7             | 0             |
| 2000          | 3             | 0             |
| 2001          | 7             | 0             |
| 2002          | 2             | 0             |
| 2003          | 2             | 0             |
| 2004          | 5             | 0             |
| 2005          | 10            | 0             |
| 2006          | 4             | 0             |
| 2007          | 6             | 0             |
| 2008          | 4             | 1             |
| 2009          | 4             | 0             |
| 2010          | 7             | 0             |
| 2011          | 8             | 0             |
| Всього        | 83            | 1             |

## Титули і досягнення
- Чемпіон Грузії (5):

«Динамо» (Тбілісі): 1993-94, 1994-95, 1995-96, 1996-97, 1997-98
- Володар Кубка Грузії (4):

«Динамо» (Тбілісі): 1993-94, 1994-95, 1995-96, 1996-97
- Чемпіон України (3):

«Динамо» (Київ): 1998-99, 1999–2000, 2000-01
- Володар Кубка України (3):

«Динамо» (Київ): 1997-98, 1998-99, 1999–2000
- Чемпіон Італії (1):

«Мілан»: 2003-04
- Володар Кубка Італії (1):

«Мілан»: 2002-03
- Володар Суперкубка Італії (1):

«Мілан»: 2004
- Переможець Ліги чемпіонів УЄФА (2):

«Мілан»: 2002-03, 2006-07
- Володар Суперкубка УЄФА (2):

«Мілан»: 2003, 2007
- Переможець Клубного чемпіонату світу (1):

«Мілан»: 2007